# Saint-Baldoph
Saint-Baldoph este o comună în departamentul Savoie din sud-estul Franței. În 2009 avea o populație de 2.951 de locuitori.

## Evoluția populației
| An        | 1975  | 1982  | 1990  | 1999  | 2006  | 2009  |
| --------- | ----- | ----- | ----- | ----- | ----- | ----- |
| Populație | 1.153 | 1.358 | 2.227 | 2.843 | 2.924 | 2.951 |